# 치스티예 프루디역
치스티예 프루디 역(러시아어: Чи́стые пруды́)은 모스크바 지하철 소콜니체스카야 선의 역이다. 1935년 개장했다.

## 역사
치스티예 프루디 역은 1935년 5월 15일 처음 개장되었다. 1935년 키롭스카야 역으로 이름이 바뀌었다가 1990년 현재의 이름으로 바뀌었다.

## 환승
이 역에서는 칼루시스코 리시스카야 선의 투르게넵스카야 역과 류블린스코 드미트롭스카야 선의 스레텐스키 불바르 역으로 갈아탈 수 있다.